# Ялт-Йолт (журнал)
Ялт-Йолт (рус. Сверкание или рус. Зарница) — татарский сатирический иллюстрированный журнал, издавался в Казани с 15 мая 1910 по июнь 1918 гг., интервал выхода номеров, 2 раза в месяц, объём одного номера 15 страниц.
Журнал печатался на татарском языке, в типографии Ивана Николаевича Харитонова, которая позже была переименована в «Умид».

## История
Журнал был основан Ахметом Урманчеевым 15 (28) мая 1910 года. 
Номер журнала, вышедший после смерти Габдуллы Тукая, 2 (15) апреля 1913 года, а также апрельские номера за 1914—1916 гг. полностью посвящены памяти Г. Тукая.
Журнал был закрыт в июне 1918 года, на тот момент было издано около 123 номеров.

## Тематика
Печатались сатирические статьи, юмористические рассказы и стихи, а также карикатуры на темы внутренней и внешней политики.

## Известные редакторы
Ответственным секретарем до апреля 1913 года был Габдулла Тукай (50 стихотворений, среди которых были фельетоны, памфлеты, рассказы, эпиграммы, пародии), который фактически выполнял функции главного редактора.
Фатих Амирхан публиковал здесь свои сатирические произведения под псевдоним «Ташмухаммад», «Т.Д.», «Замзаметдинов», «Имгяк» («Обуза») он подписывал рецензии на малохудожественную литературу, «Аулия уллахтан бер залим» («Негодник из святых») – на политическую сатиру, «Халфа» («Учитель») – на публикации клерикального журнала «Дин ва магишат».
Большой резонанс имела статья Галимджана Ибрагимова «Пустой юбилей», посвященная 25 летию пребывания в должности муфтия Мухамедьяра Султанова.
В «Ялт Йолт» опубликован ряд стихотворений, фельетонов и пародий Галиасгара Камала, а также его графические произведения под псевдоним «Яшенче»
С журналом сотрудничали также Шагит Ахмадиев, Фатих Бакир, Назип Думави (псевдоним «Ий анасы» – «Домовой»), Гафур Кулахметов, Солтан Рахманкулый, Шахид Гайфи, Сабит Яхшибаев и др..

## Популярность
«Ялт-Йолт» был популярен у татар Волго-Уральского региона, также был распространён среди башкир, казахов, узбеков, азербайджанцев.